# Sportler des Jahres 2021 (Deutschland)
Die Sportler des Jahres 2021 in Deutschland wurden am 19. Dezember im Kurhaus von Baden-Baden ausgezeichnet. Veranstaltet wurde die Wahl zum 75. Mal von der Internationalen Sport-Korrespondenz (ISK).

## Männer
| Platz | Sportler           | Sportart                  | Punkte | Erfolge 2021                                                              |
| ----- | ------------------ | ------------------------- | ------ | ------------------------------------------------------------------------- |
| 1.    | Alexander Zverev   | Tennis                    | 1739   | Olympiasieger, Sieger ATP Finals                                          |
| 2.    | Florian Wellbrock  | Schwimmen                 | 1198   | Olympiasieger 10 km Freiwasser, olympische Bronzemedaille 1500 m Freistil |
| 3.    | Karl Geiger        | Skispringen               | 729    | Weltmeister im Team und Mixed Team                                        |
| 4.    | Dimitrij Ovtcharov | Tischtennis               | 644    | Olympische Bronzemedaille                                                 |
| 5.    | Boris Herrmann     | Segeln                    | 609    | Sieger der 2018–21 IMOCA Globe Series Championship                        |
| 6.    | Timo Boll          | Tischtennis               | 553    | Bronzemedaille Weltmeisterschaften                                        |
| 7.    | Frank Stäbler      | Ringen                    | 408    | Olympische Bronzemedaille                                                 |
| 8.    | Markus Rehm        | Para-Sport/Leichtathletik | 214    | Para-Olympiasieger                                                        |
| 9.    | Lukas Dauser       | Turnen                    | 171    | Olympische Silbermedaille am Barren                                       |
| 10.   | Johannes Vetter    | Leichtathletik            | 140    |                                                                           |

## Frauen
| Platz | Sportlerin                | Sportart              | Punkte | Erfolge 2021 |
| ----- | ------------------------- | --------------------- | ------ | --- |
| 1.    | Malaika Mihambo           | Leichtathletik        | 1845   | Olympiasiegerin im Weitsprung                                                                                             |
| 2.    | Aline Rotter-Focken       | Ringen                | 942    | Olympiasiegerin im Ringen                                                                                                 |
| 3.    | Ricarda Funk              | Kanuslalom            | 686    | Olympiasiegerin im Kanuslalomwettbewerb im Einer-Kajak                                                                    |
| 4.    | Jessica von Bredow-Werndl | Dressurreiten         | 680    | Zweifache Olympiasiegerin im Dressurreiten (Einzel, Mannschaft)                                                           |
| 5.    | Lisa Brennauer            | Radsport              | 574    | Olympiasiegerin in der Mannschaftsverfolgung, zweifache Bahn-Weltmeisterin und Weltmeisterin mit der Straßen-Mixedstaffel |
| 6.    | Isabell Werth             | Dressurreiten         | 436    | Olympiasiegerin mit der Mannschaft, olympische Silbermedaille im Einzel                                                   |
| 7.    | Julia Krajewski           | Vielseitigkeitsreiten | 226    | Olympiasiegerin im Einzel im Vielseitigkeitsreiten                                                                        |
| 8.    | Sarah Köhler              | Schwimmen             | 218    | Olympische Bronzemedaille über 1500 m Freistil                                                                            |
| 9.    | Emma Hinze                | Radsport              | 217    | Olympische Silbermedaille im Teamsprint, Doppelweltmeisterin                                                              |
| 10.   | Natalie Geisenberger      | Rodeln                | 185    | Gesamtweltcupsiegerin, Vizeweltmeisterin                                                                                  |

## Mannschaften
| Platz | Mannschaft                          | Sportart        | Punkte | Erfolge 2021                                          |
| ----- | ----------------------------------- | --------------- | ------ | ----------------------------------------------------- |
| 1.    | Bahn-Vierer der Frauen              | Radsport        | 1434   | Olympiasieger, Weltmeister, mehrere Weltrekorde       |
| 2.    | Dressur-National-Equipe             | Dressurreiten   | 875    | Olympiasieger                                         |
| 3.    | Tischtennis-Nationalteam der Männer | Tischtennis     | 719    | Olympische Silbermedaille                             |
| 4.    | Skisprungteam Männer                | Skispringen     | 625    | Weltmeister                                           |
| 5.    | Bobteam Friedrich                   | Bobsport        | 579    | Weltmeister im Zweier und Vierer, Gesamtweltcupsieger |
| 6.    | SC Magdeburg                        | Handball Männer | 542    | Sieger European League und Super Globe                |
| 7.    | Kajak K4 500 m Männer               | Kanurennsport   | 392    | Olympiasieger                                         |
| 8.    | FC Bayern München                   | Fußball Männer  | 361    | Deutscher Meister                                     |
| 9.    | Deutschland-Achter                  | Rudern          | 275    | Olympische Silbermedaille                             |
| 10.   | Skisprungteam Mixed                 | Skispringen     | 249    | Weltmeister                                           |

## Weitere Auszeichnungen
- „Newcomer des Jahres“: Annett Kaufmann (Tischtennis)
- Trainer des Jahres: Sabine Tschäge (Rudern) und Jörg Roßkopf (Tischtennis)
- Sparkassenpreis für Vorbilder im Sport: Ronald Rauhe (Kanurennsport)